# Наталі Захле

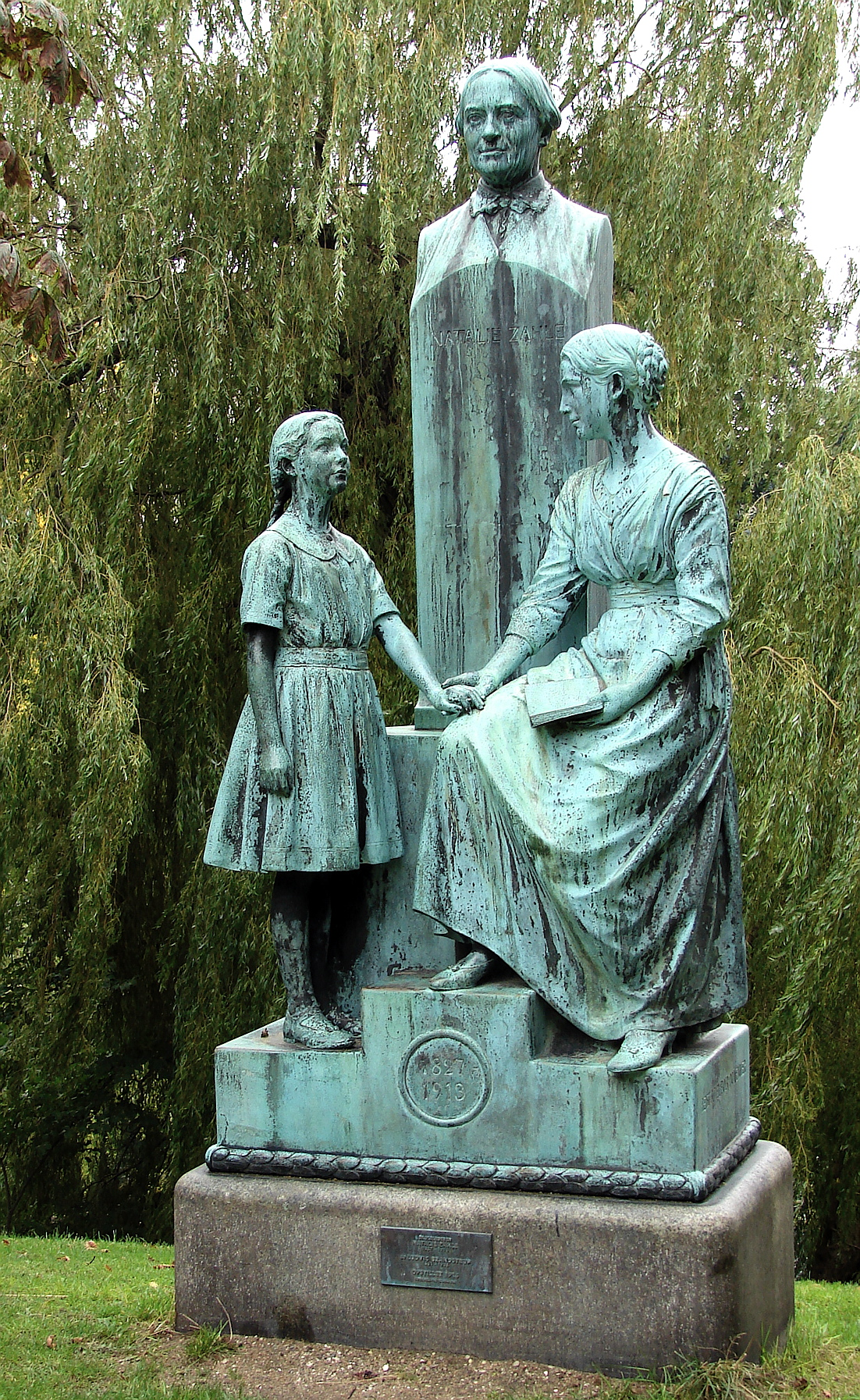
Меморіал Наталі Зале в парку Ерстед у Копенгагені

Іда Шарлотта Наталі Захле (дан. Ida Charlotte Natalie Zahle, 11 червня 1827 — 11 серпня 1913) — данська педагог-реформатор і піонерка жіночої освіти. У 1851 році вона заснувала школу Н. Захле.

## Життя
Її батьками були вікарій з Роскілле Ернст Софус Вільгельм Захле (1797—1837) і Вільгельміна Катаріна Луїза Беттгер (1802—1837). Після смерті батьків у 1837 році вона жила спочатку з батьками матері, а потім як вихованка професора і зоолога Даніеля Фредеріка Ешріхта (1798—1863) та його дружини. Вона здобула освіту в школі для дівчат Døtreskolen af 1791 у Копенгагені.
У 1849 році вона вчилася у новоствореної жіночої вчительської семінарії Den højere Dannelsesanstalt for Damer. Під керівництвом Аннестіни Бейєр (1795—1884) це була перша школа у Данії, яка надавала жінкам професійну академічну освіту. Після закінчення цієї школи в 1851 році вона відкрила свою першу жіночу школу.

### Кар'єра
У 1852 році вона заснувала школу Н. Захле (Н. Захлес Сколе). Її школа стала відомим піонерським навчальним закладом. Відома як добре організована людина, Захле розширила школу з 25 учнів у 1852 році до 200 у 1862 році, і була відома своїм підбором учителів. Багато відомих особистостей працювали там викладачами чи вчилися. Працюючи як із формально неосвіченими вчительками, так і з освіченими вчителями–чоловіками, вона поєднала ідею матері як найважливішого вчителя та школи як дому з сучасними ідеями вчителів з академічними заслугами та школи як інституції дисциплінованого виховання. Вона змогла сформувати хороший баланс між цими двома суперечливими провідними сучасними ідеями. Це було розцінено як великий успіх. У освіті вона також поєднала традиційну точку зору, згідно з якою жінки повинні насамперед навчатися створенню прикрас за допомогою освіти в мистецтві, з прогресивною ідеєю, що вони, як і чоловіки, повинні навчатися бути активними, працьовитими, творчими та вольовими професіоналами.
Її спосіб створення збалансованого поєднання традиційних і прогресивних ідей називали подвійною стратегією. Вона так само вирішувала й інші жіночі питання. Вона відмовилася вибирати між фемінізмом відмінностей і фемінізмом рівності і наполягала на обох одночасно. Багато з першого покоління жінок–піонерів у різних галузях і активісток за права жінок, зокрема Анна Худе, Іда Фальбе-Гансен, Ліс Якобсен, Інгрід Єсперсен, Ерна Юель-Хансен і Теодора Ланг, свого часу були її ученицями.
Наталі Захле вважалася піонером жіночого руху, хоча сама вона ніколи не брала участь у публічній діяльності за права жінок, окрім освітньої діяльності. Приблизно до 1900 року уряд Данії майже не займався питанням щодо освіти жінок, а Наталі Зале була великим новатором у реформуванні такої освіти у Данії протягом XIX століття. У її школі дівчатам з дитинства надавали початкову освіту, а потім переходили до середньої освіти як підготовки до навчання в університеті (який став доступним для жінок у 1875 році), для відвідування безкоштовних курсів або отримання освіти вчительки. Захле заснувала школу вчительок у 1851 році, дитячу початкову школу в 1852 році, безкоштовні курси в 1861 році, уроци фізичного виховання в 1864 році, музичну школу в 1869 році, гімназію (яка була необхідна після того, як данські університети були відкриті для жінок у 1875) у 1877 році, керувалаStudentereksamen (як першою школою для дівчат у Данії) з 1885 року, охороною здоров'я у 1880 році, домогосподарською школою у 1882 році та урядовою семінарією у 1894 році.

## Почесті
У 1891 році вона була нагороджена золотою медаллю «За заслуги» (Fortenstmedaljen i guld).
Меморіал Наталі Зале розташований у парку Ørsted у Копенгагені, неподалік від школи, яку вона заснувала в 1862 році. Це бронзова та гранітна статуя, спроектована данським скульптором Людвігом Брандструпом (1861—1935), споруджена у 1916 року.